# Cantone di Artenay
Il Cantone di Artenay era una divisione amministrativa dell'arrondissement di Orléans.
È stato soppresso a seguito della riforma complessiva dei cantoni del 2014, che è entrata in vigore con le elezioni dipartimentali del 2015.
Comprendeva i comuni di:
- Artenay
- Bucy-le-Roi
- Cercottes
- Chevilly
- Gidy
- Huêtre
- Lion-en-Beauce
- Ruan
- Sougy
- Trinay